# مارك لندن وليامز
مارك لندن وليامز (بالإنجليزية: Mark London Williams)‏ (1959)؛ صحفي، كاتب للأطفال، كاتب وروائي أمريكي.